# Meseta de Khorat
La meseta de Khorat o Korat es una meseta en la región nororiental de Tailandia. El nombre procede de la ciudad más grande de la zona, Nakhon Ratchasima, que se llama a menudo Khorat.
La altitud media es de 200 metros sobre el nivel del mar y abarca un área de unos 155 000 km². La superficie en forma de meseta se inclina hacia el sudeste, y es drenada por los ríos Mun y Chi, afluentes del Mekong, que establece la frontera geográfica de la zona. Está separada de la zona central de Tailandia por las montañas Phetchabun y al sur desde Camboya por las montañas Dangrek. La meseta de Khorat se formó a partir de un deslizamiento reciente, probablemente alrededor del año 700, cuando la mayor parte del suelo se hundió varios metros. La zona finalmente quedó aplanada, pero los efectos se pueden apreciar en los afluentes del Mekong. Este hundimiento, junto con la cordillera Truong Son en el noreste que captura buena parte de las precipitaciones, hacen que el monzón descargue mucha agua antes de llegar a la zona y limita la intensidad del mismo —la media anual de precipitaciones en Nakhon Ratchasima es de unos 1.150 mm, en comparación con 1.500 mm en el centro de Tailandia—. La diferencia entre la estación seca y la húmeda es mucho más intensa, lo que implica un suelo menos fértil para el cultivo del arroz.
- Datos: Q874816